# Utagawa-Schule

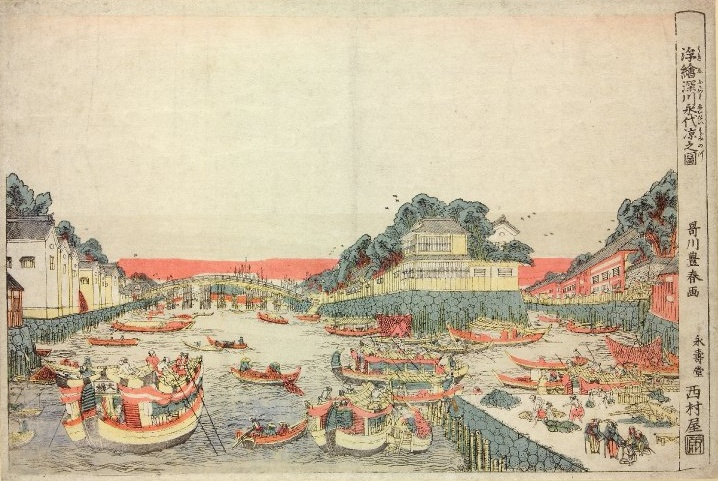
Perspektivdruck von Toyoharu, um 1770

Die Utagawa-Schule (japanisch 歌川派, Utagawa-ha) war eine Gruppe japanischer Künstler, die als dominierende Schule während der späten Edo-Zeit bis zum Ende der Meiji-Zeit Entwürfe für Farbholzschnitte im Stil des Ukiyo-e zeichneten und zum Teil auch als Maler tätig waren.

## Anfänge der Schule

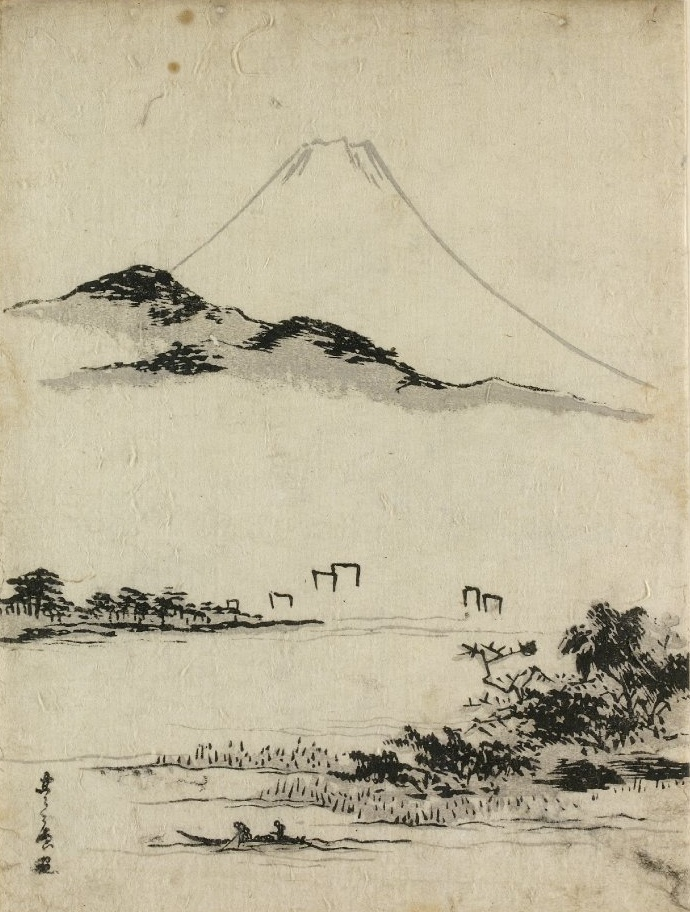
Landschaftsdruck von Toyohiro, um 1800

Die Utagawa-Schule entstand in den letzten Jahrzehnten des 18. Jahrhunderts in Edo, dem heutigen Tokyo, und ist nach dem Stadtviertel Udagawachō benannt, in dem sich ihr Begründer, Toyoharu, in Edo niedergelassen hatte. Toyoharu war im Jahr 1763 nach Edo gekommen und errang seinen Ruf als Holzschnittkünstler durch seine Weiterentwicklung des auf europäische Einflüsse zurückgehenden perspektivischen Landschaftsdruckes. Sein bedeutendster Schüler wurde Toyokuni I., der Schauspielerdrucke im Vergleich zu den Vertretern der Torii- und Katsukawa-Schule wirklichkeitsgetreuer und somit lebensnaher gestaltete. Bereits Ende des 18. Jahrhunderts hatte Toyokuni zahlreiche Schüler um sich gesammelt und bis zu seinem Tod im Jahr 1825 bildete er viele der bedeutendsten Künstler des japanischen Farb-, Holzschnitts des 19. Jahrhunderts aus, darunter Kunimasa I., Kuniyasu, Kunisada I. und Kuniyoshi. Bei Toyokunis Mitschüler, Toyohiro, lernte schließlich Hiroshige I., der mit seinen Schülern den japanischen Landschaftsdruck ab Mitte der 1830er Jahre beherrschte.

## Entwicklung und Tätigkeitsfelder

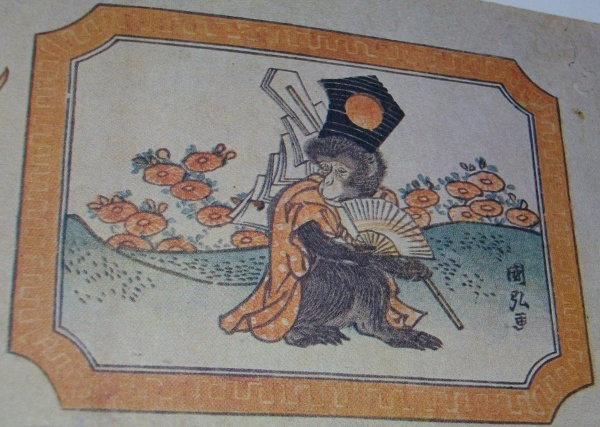
Kartuschenbild von Kunihiro für einen Druck von Toyokuni II., um 1830

Die Schule umfasste im Laufe der Generationen knapp 400 Mitglieder. Viele von ihnen sind nur durch wenige Arbeiten bekannt, manche haben nur ein oder zwei Kartuschenbilder auf den Arbeiten ihrer Lehrer signiert oder einige wenige Illustrationen in Büchern namentlich gezeichnet. Etliche sind nur dadurch bekannt, dass sie in den Namenslisten zeitgenössischer Chronisten als Mitarbeiter der Studios von Toyokuni, Kunisada und Kuniyoshi angeführt sind.
Die prominenten Vertreter der Schule jedoch waren prägend für die Entwicklung des ukiyo-e und des Farbholzschnitts im Japan des 19. Jahrhunderts. Ab ca. 1820 haben ihre Angehörigen nahezu die gesamte Produktion der Holzschnitte dominiert: Schauspieler- und Theaterdrucke entwarfen sie ausschließlich, ebenfalls alle Genji-Drucke. Bijin-Drucke wurden überwiegend von ihnen gestaltet, nur in der ersten Hälfte des 19. Jahrhunderts gab es durch Kikugawa Eizan und Keisai Eisen einige Konkurrenz auf diesem Gebiet. Kriegerbilder (musha-e) und sumō-e wurden bis in die 1820er Jahre hinein zunächst noch von den Mitgliedern der Katsukawa-Schule beherrscht, ab den 1830er Jahren hatte auch auf diesen Gebieten die Vertreter der Utagawa-Schule das Monopol.

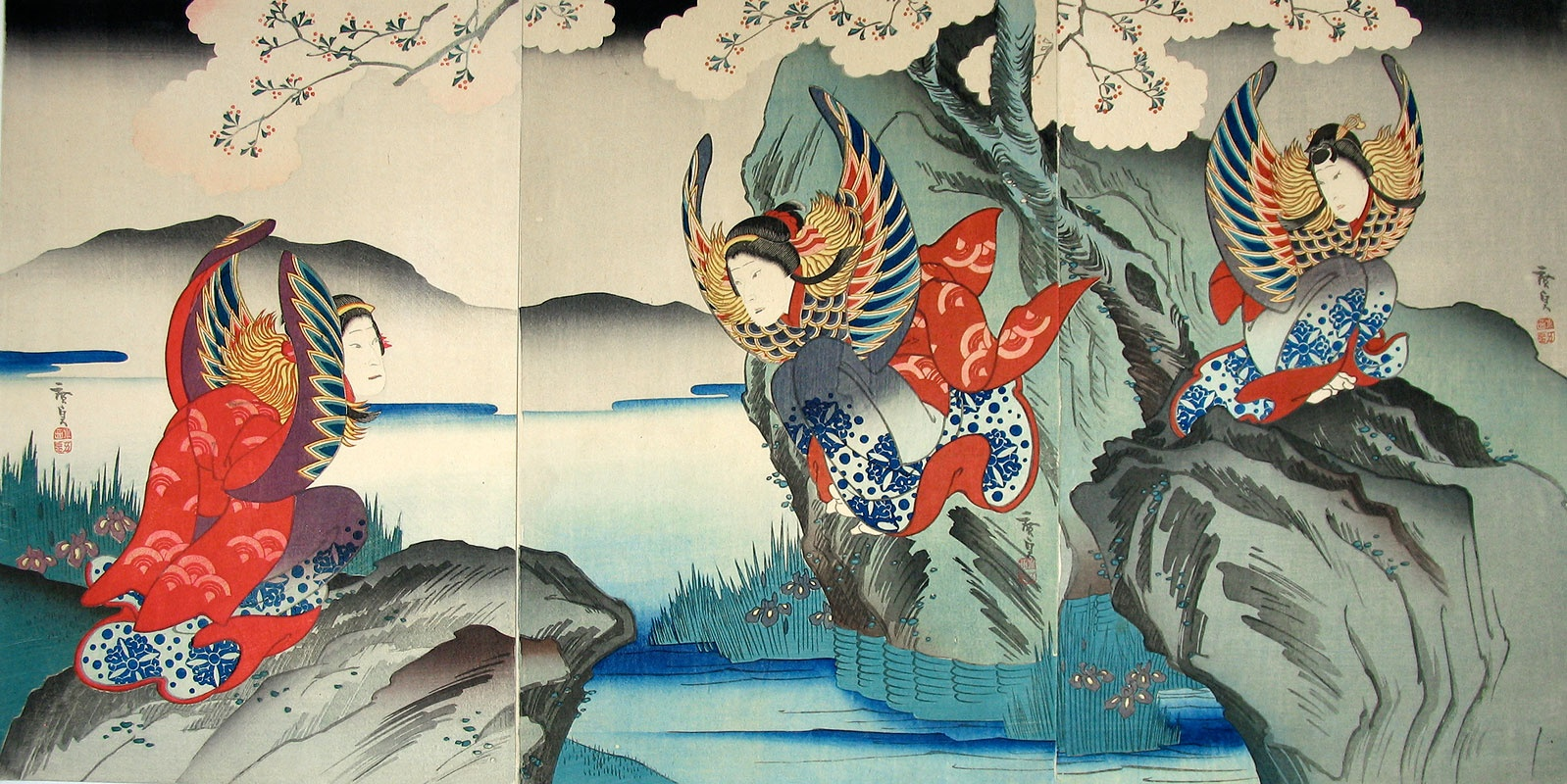
Kabuki-Szene von Hirosada, 1849

Auf dem Gebiet der Landschaftsdrucke und der Drucke der Sehenswürdigkeiten, den meisho-e, gab es mit Katsushika Hokusai und Eisen zwei Künstler, deren Arbeiten ebenfalls vom Publikum geschätzt wurden, aber ab den frühen 1830er Jahren vom Erfolg Hiroshiges weit in den Schatten gestellt wurden. Nur im Bereich der surimono gab es auch nennenswerte Aufträge für unabhängige Künstler außerhalb der Utagawa-Schule oder auch für Hokusai und seine Schüler.
Die Angehörigen der Utagawa-Schule waren überwiegend in Edo tätig. Ab Mitte des 19. Jahrhunderts waren sie aber auch dominierend in Naniwa, heute Ōsaka, dem zweiten Zentrum der japanischen Holzschnittproduktion. Die Kunisada-Schüler Sadamasu/Kunimasu und Hirosada und die Kuniyoshi-Schüler Yoshitaki und Harusada II. waren dort die namhaftesten Vertreter der Schule.

## Produktion während der Edo-Zeit
Mehr als die Hälfte aller bekannten Holzschnitte wurde von Vertretern der Utagawa-Schule entworfen. Allein Kunisada, Kuniyoshi und Hiroshige zusammen haben an die 40.000 Entwürfe für Farbholzschnitte aller Art geliefert, wobei ihre Buchproduktion nicht mitgezählt ist. Die Holzschnittproduktion war spätestens in der Tenpō-Zeit zu einem Massenmarkt angewachsen. Gefertigt wurden zehntausende an Entwürfen für Millionen von Drucken. Waren bis dahin vielleicht maximal tausend Exemplare eines Entwurfes gedruckt worden, so konnten jetzt die Auflagen einiger beim Publikum besonders begehrter Drucke leicht einige tausend übersteigen. Der größte Teil der Produktion war Massenware, die schnell gezeichnet und einfach gedruckt worden war. Besondere künstlerische Aspekte waren von den Auftraggebern, den Verlegern, nicht gefragt. Es kam mehr auf Schnelligkeit an, um sich dem rasch ändernden Publikumsgeschmack anzupassen. Es darf jedoch nicht übersehen werden, dass sich neben der Massenware immer wieder auch besonders schöne Entwürfe und aufwendige Drucke fanden, die mit zum Besten zählen, was die japanische Druckkunst des 19. Jahrhunderts hervorgebracht hat.

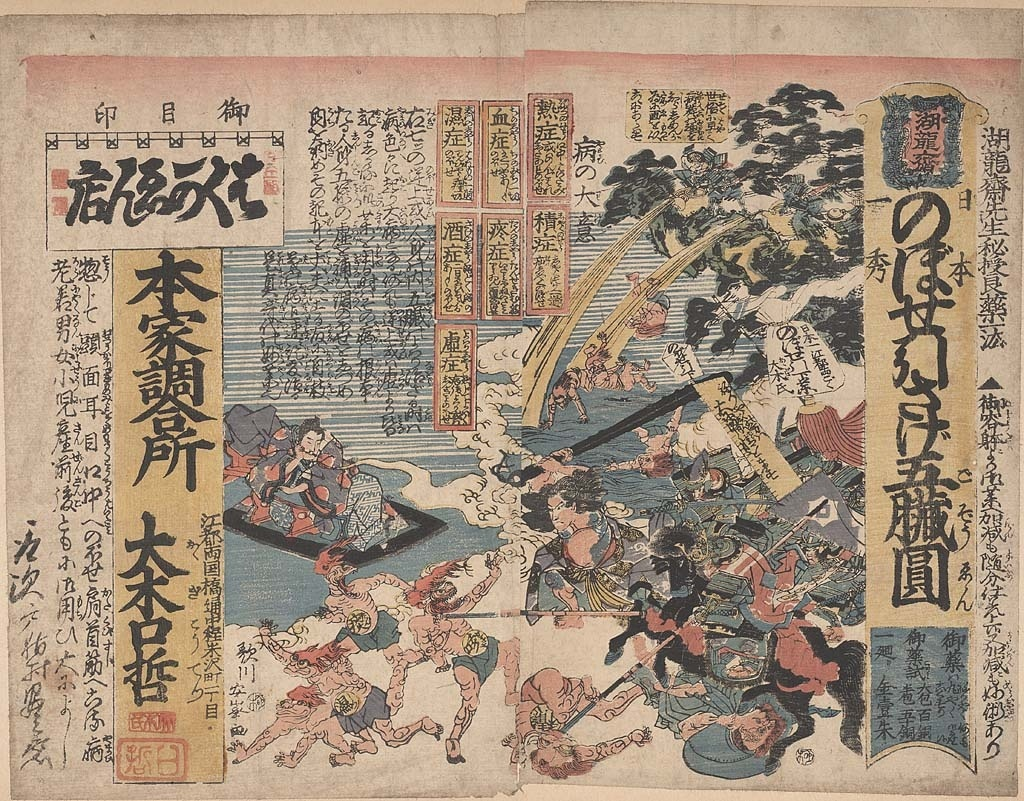
Werbung für eine Apotheke von Yasumine, um 1850

Bereits Toyokuni I. hatte ein großes Studio geführt, in dem serienweise insbesondere Theater- und Schauspielerdrucke hergestellt worden waren. Die Studios von Kuniyoshi und Kunisada übertrafen dasjenige ihres Lehrers bei weitem. Die Meister entwarfen die Gesamtkomposition und fertigten nur noch einen groben Entwurf für den späteren Druck. Zur Blütezeit der Studios waren jeweils einige Dutzend Schüler damit beschäftigt, die Arbeiten des Lehrers zu kopieren, die Detailzeichnungen für Muster, Dekore und Hintergründe auszuführen und schließlich die Reinzeichnungen der Druckvorlagen anzufertigen. Viele dieser Schüler haben es nicht zum eigenständigen Künstler gebracht und konnten froh sein, den einen oder anderen Auftrag zur Gestaltung einer Gebrauchsgrafik zu erhalten. Sie waren keine Künstler, sondern reine Handwerker.
Im Laufe von etwas mehr als hundert Jahren haben die Mitglieder der Utagawa-Schule gut 3500 Bücher illustriert. Diese Bücher konnten aus einem oder zwei Bänden bestehen, sie konnten aber auch mehr als 50 Bände umfassen. Zumeist wurde die populäre Unterhaltungsliteratur von Autoren wie Ryūtei Tanehiko und Takizawa Bakin (Kyokutei Bakin) mit Bildern versehen. Es entstanden aber auch Bände mit Landschaftsdarstellungen und Lehrbücher, die den Zeichenstil des ukiyo-e vermittelten. Besonders produktiv waren Toyokuni I., der gut 400 Bücher illustrierte und Kunisada I., der für die Illustration von ca. 650 Büchern verantwortlich zeichnete. Nennenswerten Anteil an der Buchgestaltung hatten auch Toyohiro, Yoshimaru (Kitao Shigemasa II.), Kuninao, Kuniyasu, Kuniyoshi, Hiroshige und Sadahide, um nur die wichtigsten zu nennen.

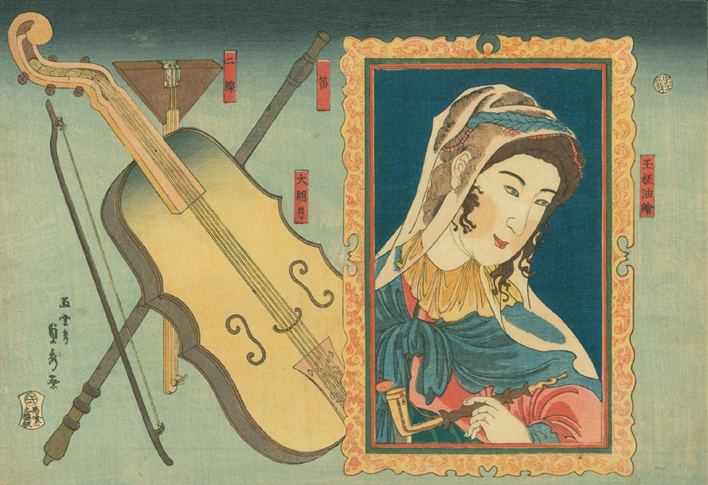
Yokohama-e von Sadahide, um 1860

Oft wurden die Bilder für die Bücher auch als Gemeinschaftswerk von mehreren Grafikern gezeichnet, so dass neben den bekannteren Vertretern der Schule immer wieder auch deren unbedeutendere Schüler im Impressum als Zeichner genannt wurden.
Zu der genannten Zahl von 3.500 Büchern sind noch einige hundert shunga-Bücher und Bordellführer hinzuzurechnen, die in den offiziellen japanischen Listen nicht aufgeführt sind. Alle bekannteren Künstler der Utagawa-Schule haben sie gezeichnet und, da ihre Produktion illegal war, mit einem Pseudonym signiert. Im gesamten 19. Jahrhundert erfreuten sich die shunga großer Beliebtheit bei den Käufern und waren für Verleger wie Zeichner ein lukrativer Markt, der ab dem zweiten Viertel des 19. Jahrhunderts nahezu ausschließlich von den Mitgliedern der Utagawa-Schule beliefert wurde.
Neben der Tätigkeit als Grafiker haben sich Mitglieder der Utagawa-Schule auch als Maler betätigt. Weniger bedeutende Aufträge waren das Anfertigen der zum Teil riesigen Theaterplakate, die für bestimmte Aufführungen von kabuki-Stücken werben sollten. Im Privatauftrag oder sogar im Auftrag von Tempeln entstanden jedoch auch einige hundert, wenn nicht tausend Hängerollen, Fächerbilder und Wandbemalungen, die Schauspieler, bijin-ga, Landschaftsbilder, Genreszenen aus dem Theater und den Bordellen und historische Begebenheiten im Stil des ukiyo-e darstellten.

## Entwicklung in der Meiji-Zeit

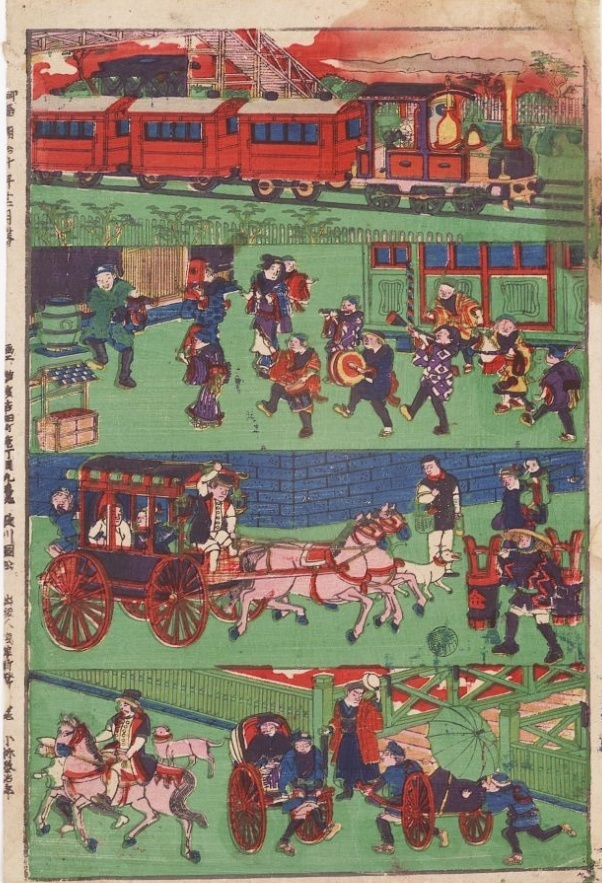
Kaika-e für Kinder von Kunimatsu, 1877

Ungefähr ab 1860, dem Zeitpunkt der Aufnahme von Handelsbeziehungen mit den USA und den Ländern Europas, begann sich der Schwerpunkt der Produktion von Farbholzschnitten zu verlagern. Anfang der 1860er Jahre erfreuten sich die so genannten Yokohama-e, Drucke von Nichtjapanern, ihren Gebräuchen und Sitten, bei den japanischen Käufern großer Beliebtheit. Mit Beginn der Meiji-Restauration entstanden die kaika-e, die im Sinne von Berichterstattung Aufklärungsarbeit über die Errungenschaften der neuen Zeit leisten sollten. Die Drucke zeigten Japaner in westlicher Kleidung, in Stein errichtete Bank- und Hotelgebäude, gepflasterte Straßen, Pferdekutschen, Brücken aus Stahl, Eisenbahnen und ähnliches. Zeitungen und Zeitschriften nach westlichem Vorbild entstanden und wurden teilweise noch mit Holzschnitten illustriert.

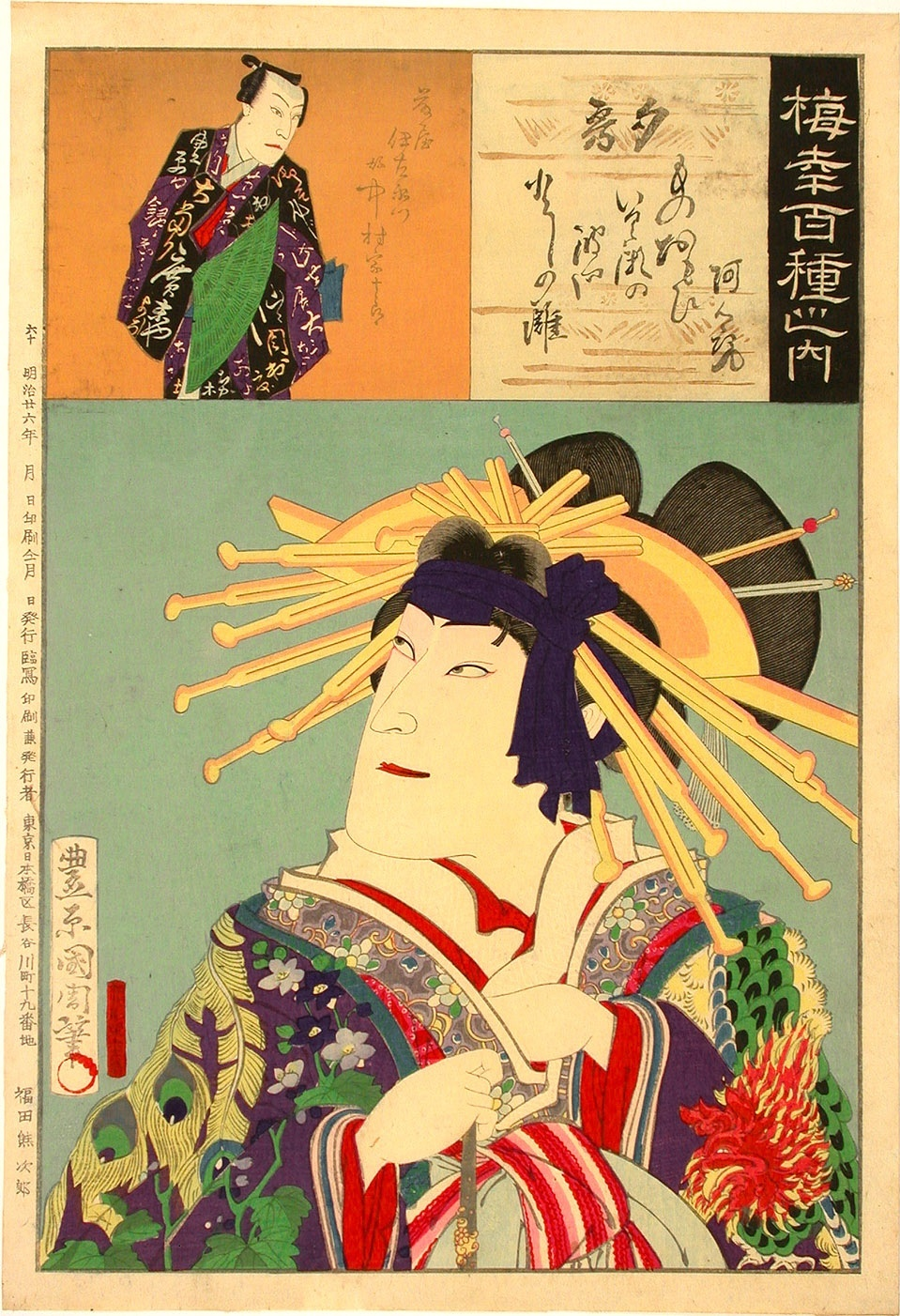
Onoe Baikō IV. als Yugiri von Kunichika, 1893

Ebenfalls der Berichterstattung dienten die Drucke über die Satsuma-Rebellion und am Ende des 19. Jahrhunderts über den Ersten Japanisch-Chinesischen Krieg. Mit der Errichtung eines öffentlichen Schulwesens entstand der Bedarf nach Unterrichts- und Lehrmaterial, der ebenfalls zunächst mit Holzschnitten befriedigt wurde. Grafisch gestaltet wurden Spiele wie das Sugoroku und das Uta-Garuta, Bastelbögen, Anziehfiguren, Briefbögen und Werbeflugblätter usw. Daneben wurden aber immer noch die klassischen Themen des ukiyo-e, das Theater und seine Schauspieler, die Schönheiten der Bordelle und die Meister des Sumō, in den Farbholzschnitten festgehalten, wenn auch in geringerem Umfang als in der ersten Hälfte des Jahrhunderts.
Nahezu die gesamte Druckproduktion der zweiten Hälfte des 19. Jahrhunderts wurde von den Angehörigen der Utagawa-Schule gestaltet. Die überwiegende Zahl der Drucke erfüllte keine künstlerischen Ansprüche. Die Entwürfe waren roh gezeichnet und die drucktechnische Ausführung unter Verwendung der aus dem Westen importierten Anilinfarben kann nur als grässlich bezeichnet werden. Zu betonen ist jedoch, dass auch während der gesamten Meiji-Zeit Farbholzschnitte entstanden, die kunstvoll komponiert waren und in ihrer Ausführung höchsten handwerklichen Anforderungen entsprachen.

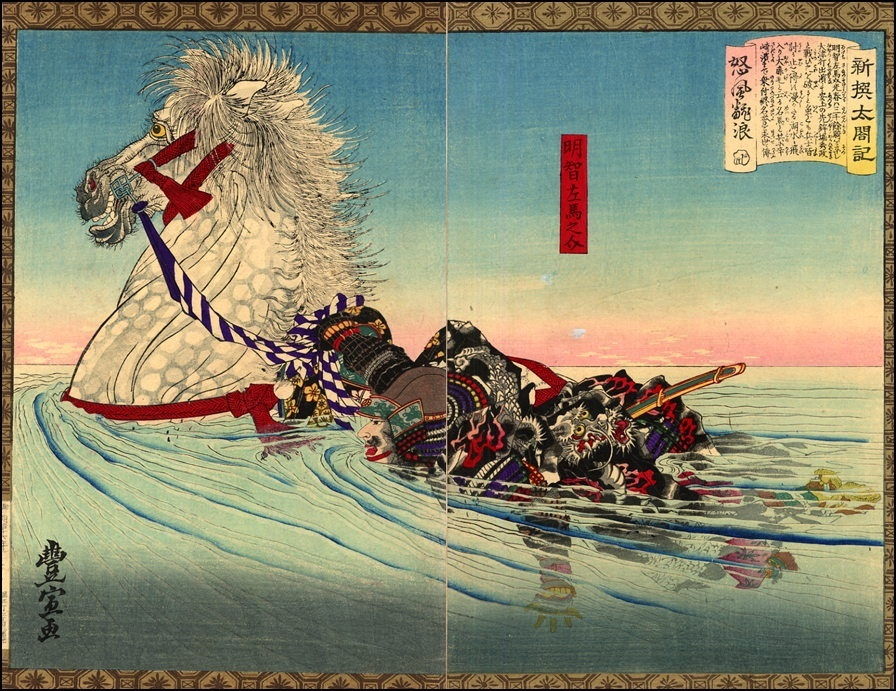
Musha-e von Toyonobu, 1883

Als einigermaßen bedeutsame Zeichner von Farbholzschnitten in der zweiten Hälfte des 19. Jahrhunderts sind in der Nachfolge von Kunisada I., Kuniyoshi und Hiroshige I. deren Schüler Kunisada II., Hiroshige II. (Risshō I.), Sadahide und Yoshitora zu nennen. Die letzten großen Meister der Utagawa-Schule waren Toyohara Kunichika, der seine eigene Unterschule begründet hatte und der bis zu seinem Tod den Traditionen des ukiyo-e verbunden blieb, sein Schüler Toyohara Chikanobu, Kawanabe Kyōsai und Tsukioka Yoshitoshi. Die beiden letzteren waren in der Utagawa-Schule ausgebildet worden und ihre früheren Arbeiten hatten sie noch ganz in deren Stil gezeichnet. Beiden gelang es in den letzten Jahrzehnten des 19. Jahrhunderts neue, westliche Elemente in ihren Stil zu integrieren und somit zusammen mit anderen, unabhängigen Künstlern wie z. B. Kobayashi Kiyochika und Ogata Gekko zu Wegbereitern des shin-hanga zu werden.

Andere, unbedeutendere Vertreter der Utagawa-Schule waren noch in den ersten Jahrzehnten des 20. Jahrhunderts tätig, wie z. B. Hiroshige IV., Nobukazu und Kunimine. Mit Hasegawa Sadanobu IV. starb im Jahr 1999 der letzte aktive japanische Farbholzschnittkünstler, in dessen Arbeiten sich Anklänge an das ukiyo-e und den Stil der Utagawa-Schule gefunden haben.